# Opijnen
Opijnen (51° 50′ N, 5° 18′ L) é uma cidade dos Países Baixos, na província de Guéldria. Opijnen pertence ao município de Neerijnen, e está situada a 10 km southwest of Tiel.
Em 2001, a cidade de Opijnen tinha 641 habitantes. A área urbana da cidade é de 0.18 km², e tem 260 residências. 
A área de Opijnen, que também inclui as partes periféricas da cidade, bem como a zona rural circundante, tem uma população estimada em 1060 habitantes.